# Wayne A. Finkelman
Wayne Aaron Finkelman (New York, 10 agosto 1947 – Los Angeles, 18 settembre 1994) è stato un costumista statunitense.

## Biografia
All'inizio della carriera, dal 1970, è attivo come costumista nel cinema italiano, collaborando soprattutto con Sergio Corbucci, per sei film, ma lavora anche, tra gli altri, con Mario Bava, Dino Risi, Pasquale Festa Campanile e Steno. Nel 1974 incontra Ornella Muti e diventa il suo costumista di fiducia per diversi film, tra i quali Il bisbetico domato e Innamorato pazzo, campioni d'incasso al botteghino. Proprio nel film Innamorato pazzo la Muti dice a Celentano che uno degli abiti che indossa è un Finkelman. Nel 1980 era tra i candidati a partecipare al film Agente 007 - Solo per i tuoi occhi, ma non venne prescelto e la Muti rifiutò il ruolo da protagonista del film, andato poi a Carole Bouquet.
Rientrato negli Stati Uniti nel 1983, iniziò a lavorare nel cinema statunitense dapprima per produzioni indipendenti, poi per le majors hollywoodiane, collaborando con Michael Ritchie, per quattro film, Herbert Ross, Michael Cimino, Jack Nicholson e diversi altri.
Affetto da AIDS, è deceduto a Los Angeles nel settembre del 1994, all'età di 47 anni.

## Filmografia
- Il delitto del diavolo, regia di Tonino Cervi (1970)
- La banda J. & S. - Cronaca criminale del Far West, regia di Sergio Corbucci (1972)
- Cani arrabbiati, regia di Mario Bava (1973)
- Appassionata, regia di Gianluigi Calderone (1974)
- Il bianco, il giallo, il nero, regia di Sergio Corbucci (1975)
- Di che segno sei?, regia di Sergio Corbucci (1975)
- Chi dice donna dice donna, regia di Tonino Cervi (1976) – quattro episodi
- Bluff - Storia di truffe e di imbroglioni, regia di Sergio Corbucci (1976)
- Il signor Robinson, mostruosa storia d'amore e d'avventure, regia di Sergio Corbucci (1976)
- Morte di una carogna (Mort d'un pourri), regia di Georges Lautner (1977)
- Eutanasia di un amore, regia di Enrico Maria Salerno (1978)
- Ritratto di borghesia in nero, regia di Tonino Cervi (1978)
- Primo amore, regia di Dino Risi (1978)
- Per vivere meglio, divertitevi con noi, regia di Flavio Mogherini (1978)
- La vita è bella, regia di Grigori Chukhraj (1979)
- Giallo napoletano, regia di Sergio Corbucci (1979)
- Il bisbetico domato, regia di Castellano e Pipolo (1980)
- Innamorato pazzo, regia di Castellano e Pipolo (1981)
- La ragazza di Trieste, regia di Pasquale Festa Campanile (1982)
- Lui è mio (Partners), regia di James Burrows (1982)
- Bonnie e Clyde all'italiana, regia di Steno (1982)
- Protocol, regia di Herbert Ross (1984)
- In punta di piedi, regia di Giampiero Mele (1984)
- Bulldozer (Grandview, USA), regia di Randal Kleiser (1984)
- Addio vecchio West (Rustler's Rhapsody), regia di Hugh Wilson (1985)
- Una bionda per i Wildcats (Wildcats), regia di Michael Ritchie (1986)
- L'aereo più pazzo del mondo 3 (Stewardess School), regia di Ken Blancato (1986)
- Il bambino d'oro (The Golden Child), regia di Michael Ritchie (1986)
- Il siciliano (The Sicilian), regia di Michael Cimino (1987)
- Overboard - Una coppia alla deriva (Overboard), regia di Garry Marshall (1987)
- S.O.S. fantasmi (Scrooged), regia di Richard Donner (1988)
- Due nel mirino (Bird on a Wire), regia di John Badham (1990)
- Carabina Quigley (Quigley Down Under), regia di Simon Wincer (1990)
- Il grande inganno (The Two Jakes), regia di Jack Nicholson (1990)
- Giorni di gloria... giorni d'amore (For the Boys), regia di Mark Rydell (1991)
- La notte dell'imbroglio (Diggstown), regia di Michael Ritchie (1992)
- Coppia d'azione (Undercover Blues), regia di Herbert Ross (1993)
- Poliziotti a domicilio (Cops and Robberson), regia di Michael Ritchie (1994)
- Pecos Bill - Una leggenda per amico (Tail Tale: The Unbelievable Adventures of Pecos Bill), regia di Jeremiah S. Chechik (1995)